# Frigopflanzen
Unter Frigopflanzen versteht man eine besondere Form der Bearbeitung von Pflanzen, die zur Pflanzenvermehrung gedacht sind. Häufige Anwendungsform sind Erdbeerfrigopflanzen. Diese Setzlingsart ist für die Pflanzung im Frühjahr vorgesehen (April bis Juli), während Erdbeergrünpflanzen im Spätsommer gepflanzt werden. Die Frigopflanzen eignen sich besonders für Terminkulturen.
Die Erdbeerfrigopflanze ist eine normale Erdbeerpflanze, die allerdings, wie der Name „Frigo“ schon sagt, gefroren ist. Sie wird in den kalten Monaten des Jahres gerodet (zwischen Ende November und Februar) und durch das Einlagern bei −1 bis −2 °C in einem künstlichen Winter gehalten. Die Frigopflanzen werden bis auf wenige Blätter gestutzt. Sie bestehen daher zum größten Teil nur noch aus dem Rhizom und den Wurzeln. Frigopflanzen haben gegenüber den Grünpflanzen den Vorteil, dass sie gut gelagert und transportiert werden können. Zudem ist eine Pflanzung zu jeder Zeit möglich. Besonders Kleingärtner, die die Pflanzung im Herbst verpasst haben, können durch Frigopflanzen ihre Setzlinge im April pflanzen und noch im gleichen Jahr Erdbeeren ernten.

## Hintergrund
Der Sinn hinter diesem System ist folgender: Die Pflanze bildet im Herbst vor der Rodung die Blütenanlagen für die nächste Ernte. Das Einlagern bei Frost ist nichts anderes als ein Verlängern des Winters. Wenn jetzt diese Pflanzen z. B. im Mai gepflanzt werden, bei Temperaturen von schon mehr als 15 Grad, kann man exakt steuern, wann die nächste Ernte einsetzen soll. Ziemlich genau sieben bis acht Wochen nach Pflanzung, je nach Pflanztermin und Sorte, beginnt bei den Erdbeerpflanzen die Ernte. Es ist also möglich, die normale Erdbeerernte, die von Mitte Mai bis Mitte Juli dauert, mit Hilfe dieses Systems zu verlängern, in dem man z. B. alle zwei Wochen wieder Frigos pflanzt. Um dieses Beispiel weiter auszuführen: Die Mitte Mai gepflanzten Erdbeeren kommen ungefähr Anfang/Mitte Juli zur Ernte, also genau dann, wenn die normale Ernte langsam abklingt und die Preise häufig anziehen.
Ein Großteil der Frigopflanzen wird in Deutschland allerdings nicht für eine Terminkultur verwandt, sondern als Ersatz für Grünpflanzen. Die Ausbeute an Grünpflanzen zum Pflanztermin Anfang August ist verglichen mit Frigopflanzen gering, so dass Grünpflanzen teurer sind. Außerdem sind Frigopflanzen unproblematischer im Anwachsen.

## Wartebeetpflanzen
Zum Anlegen einer Erdbeer-Terminkultur werden neben starken (A+) Frigopflanzen auch häufig Wartebeetpflanzen gesetzt. Wartebeetpflanzen werden produziert, indem im August Grünpflanzen gerodet und auf ein gesondertes Feld, das "Wartebeet" gepflanzt werden. Dort werden sie bis zum Winter weiterkultiviert und dann ähnlich wie Frigopflanzen gerodet und gelagert. Das Ertragspotenzial von Wartebeetpflanzen ist deutlich größer, dafür sind diese Pflanzen aber auch deutlich teurer.

## Historisches
Frigopflanzen sind eine Vermehrungsart, die in den winterwarmen Gebieten der USA, z. B. Kalifornien, entwickelt wurde. Hier sind die Wintermonate meist so warm, dass die Anzahl der Stunden mit Temperaturen zwischen 0 und +7 °C nicht zur Brechung der Winterruhe (Vernalisation) ausreicht. Der Pflanzenwuchs blieb hinter dem normalen Wachstum zurück. Also entwickelte man eine Methode, um den Pflanzen einen längeren und kalten Winter „vorzugaukeln“.